# Srebrenko Repčić
Srebrenko Repčić, cirill betűkkel Cpeбpeнкo Peпчић (Bosanski Šamac, 1954. december 1. –) jugoszláv válogatott boszniai szerb labdarúgó, középpályás, olimpikon, edző.

## Pályafutása

### Klubcsapatban
1969 és 1973 között a Borac Šamac, 1973 és 1975 között a Sloga Doboj, 1975 és 1979 között az FK Sarajevo, 1979 és 1983 között a Crvena zvezda labdarúgója volt. A belgrádi csapattal két jugoszláv bajnoki címet (1979–80, 1980–81) és egy kupagyőzelmet (1982) ért el. 1983 és 1985 között a török Fenerbahçe, 1985 és 1988 között a belga Standard de Liège játékosa volt. A Fenerbahçe csapatával az 1984–85-ös idényben török bajnokságot nyert. Az isztambuli csapattal kétszeres törökszuperkupa-győztes volt. 1988–89-ben a francia EA Guingamp csapatában fejezte be az aktív játékot.

### A válogatottban
1979–80-ban tíz alkalommal szerepelt a jugoszláv olimpiai válogatottban és három gólt szerzett. 1980. március 22-én Szarajevóban mutatkozott be a jugoszláv A-válogatottban egy Uruguay elleni barátságos mérkőzésen, ahol 2–1-es hazai győzelem született. Az 1980-as moszkvai olimpián negyedik lett az olimpiai válogatott csapattal.

### Edzőként
A francia Levallois SC csapatának az edzője volt az 1990-es évek közepén.

## Magánélete
Fia, Vedran Repčić fiatalon bekapcsolódott a szervezett bűnözésbe, és tíz év börtönbüntetésre ítélték egy 1998-as rablásban és gyilkosságban való részvételéért. Kiszabadulása után 2015 novemberében gyilkosságot kíséreltek meg ellene, amit túlélt, de maradandó agyi károsodást szenvedett. A második merényletet már nem élte túl. 2020 novemberében egy azóta is ismeretlen férfi agyon lőtte Belgrádban.

## Sikerei, díjai

### Játékosként
Jugoszlávia
- Olimpiai játékok
  - 4.: 1980, Moszkva

 Crvena zvezda
- Jugoszláv bajnokság (Prva liga)
  - bajnok (2): 1979–80, 1980–81
- Jugoszláv kupa (Kup Maršala Tita)
  - győztes: 1982

 Fenerbahçe
- Török bajnokság (Türkiye 1.Lig)
  - bajnok: 1984–85
- Török szuperkupa
  - győztes (2): 1984, 1985

## Statisztika

### Klubstatisztika
| Csapat        | Idény    | Bajnokság | Bajnokság | Kupa  | Kupa | UEFA  | UEFA | Összesen | Összesen |
| Csapat        | Idény    | Mérk.     | Gól       | Mérk. | Gól  | Mérk. | Gól  | Mérk.    | Gól      |
| ------------- | -------- | --------- | --------- | ----- | ---- | ----- | ---- | -------- | -------- |
| FK Sarajevo   | 1975–76  | 31        | 10        | 1     | 0    | -     | -    | 32       | 10       |
| FK Sarajevo   | 1976–77  | 33        | 7         | 2     | 1    | -     | -    | 35       | 8        |
| FK Sarajevo   | 1977–78  | 34        | 6         | 2     | 1    | -     | -    | 36       | 7        |
| FK Sarajevo   | 1978–79  | 34        | 12        | 1     | 0    | -     | -    | 35       | 12       |
| FK Sarajevo   | Összesen | 132       | 35        | 6     | 2    | 0     | 0    | 138      | 37       |
| Crvena zvezda | 1979–80  | 33        | 7         | ?     | ?    | ?     | ?    | 33       | 7        |
| Crvena zvezda | 1980–81  | 33        | 10        | ?     | ?    | ?     | ?    | 33       | 10       |
| Crvena zvezda | 1981–82  |           |           |       |      |       |      |          |          |
| Crvena zvezda | 1982–83  | 29        | 8         | ?     | ?    | ?     | ?    | 29       | 8        |
| Crvena zvezda | Összesen | 95        | 25        | ?     | ?    | ?     | ?    | 95       | 25       |

### Mérkőzése a jugoszláv válogatottban
| Jugoszlávia | Jugoszlávia       | Jugoszlávia               | Jugoszlávia | Jugoszlávia | Jugoszlávia | Jugoszlávia | Jugoszlávia | Jugoszlávia |
| #           | Dátum             | Helyszín                  | Hazai       | Eredmény    | Vendég      | Kiírás      | Gólok       | Esemény     |
| ----------- | ----------------- | ------------------------- | ----------- | ----------- | ----------- | ----------- | ----------- | ----------- |
| 1.          | 1980. március 22. | Szarajevó, Stadion Koševo | Jugoszlávia | 2 – 1       | Uruguay     | barátságos  | -           | 70'         |
|             | Összesen          |                           |             | 1           | mérkőzés    |             | 0           | gól         |